# حسين خيري
حسين خيري (بالفارسية: حسین خیری) هو لاعب كرة قدم إيراني يلعب في خط الوسط لنادي راه آهن في دوري المحترفين الإيراني.

## روابط خارجية
حسين خيري على موقع قاعدة بيانات كرة القدم.إي يو (الإنجليزية)
- حسين خيري على موقع Soccerway.com (الإنجليزية)